# 深向科技
安徽深向科技有限公司（英語：DeepWay，简称为深向、深向科技）是中华人民共和国的智能新能源卡车公司。该公司成立于2020年7月，是百度和商用车物流公司狮桥联合成立的合資公司，董事长兼CEO由狮桥集团创始人万钧担任，该公司专注于设计研发有自動駕駛功能的新能源重卡车型，其旗下唯一的一款牵引车：“深向星辰”采用有充電、换电、氢能三种能源补充模式，该款车型的智能驾驶技术源于百度Apollo。
截至2025年2月，深向已累计交付3,500台智能新能源重卡；重卡累计运营里程超亿公里，在中国拥有110家车辆质保售后服务站。

## 沿革
1994年，万钧在中国人民大学获得经济学学士，后又去中欧国际工商学院攻读EMBA，2012年创办了专注于商用车金融服务的公司狮桥，2020年其联手百度、狮桥成立深向，成为深向科技的创始人兼CEO。深向的总工程师为谭昌毓，出身于三一重卡；深向CTO为田山，原是百度商用车自动驾驶负责人。
2021年9月17日，深向发布首款概念车。2023年5月31日，深向旗下首款电动牵引车“DeepWay ·深向星辰”首批量产交付。同年11月22日，深向与安徽省合肥市人民政府达成合作，将在肥西县落地深向总部、销售结算中心。截至2024年5月31日，深向累计交付车辆已超过一千台。
2024年9月，深向首批海外销售车辆运抵阿联酋并向中东数字货运网络企业TruKKer全资子公司ATOMIX交付运营。
2025年2月8日，深向三电系统智慧工厂项目奠基开工，该项目落地于浙江湖州长兴县，项目预计总投资66亿元人民币，一期投资20亿元，计划于2026年全面建成并投产。
目前该公司仅面市有一款牵引车，名为“DeepWay ·深向星辰”，其采用466度磷酸铁锂电池，在49吨满载工况下的续航里程为300公里，车辆满载百公里综合场景平均电耗为150kWh，配有L2+级智能驾驶功能。